# Оскар Кардосо
Оскар Кардосо (ісп. Óscar Cardozo; нар. 20 травня 1983, Хуан-Еулохіо-Естігаррібія, Парагвай) — парагвайський футболіст, нападник клубу «Лібертад» та збірної Парагваю.

## Клубна кар'єра
До 2006 року Оскар грав у різних парагвайських клубах. У другій половині 2006 року він перейшов в аргентинський «Ньюеллс Олд Бойз» за 1200000 доларів США. За перший сезон він зіграв 16 матчів і забив 11 м'ячів. Завдяки своїй хорошій грі Кардосо отримав приз Футболіст року в Парагваї.
20 червня 2007 Оскар перейшов в «Бенфіку» за 9100000 євро за 80% прав на гравця. Кар'єра в Португалії у Кардосо почалася дуже добре, він регулярно виходить в основному складі і є найкращим бомбардиром клубу з 16 м'ячами в різних змаганнях. У сезоні 2009/10 забив у чемпіонаті Португалії 26 м'ячів у 29 матчах і став найкращим бомбардиром чемпіонату, що допомогло «Бенфіці» виграти чемпіонської титул вперше з 2005 року. Ще 10 м'ячів Кардосо забив за сезон в Лізі Європи, розділивши з Клаудіо Пісарро титул найкращого бомбардира турніру.

## Досягнення

### Командні
«Бенфіка»
- Чемпіон Португалії: 2009/10, 2013/2014
- Володар Кубка Португалії: 2013/14
- Володар Кубка португальської ліги: 2008/09, 2009/10, 2010/11, 2011/12, 2013/14
- Фіналіст Кубка Португалії: 2012/13
- Фіналіст Суперкубка Португалії: 2010
- Фіналіст Ліги Європи УЄФА: 2012/13, 2013/14

 «Олімпіакос»
- Чемпіон Греції: 2016/17

 «Лібертад»
- Чемпіон Парагваю: 2017А, 2021А, 2022А, 2023А, 2023К, 2024А
- Володар Кубка Парагваю: 2019, 2023, 2024
- Володар Суперкубка Парагваю: 2024

### Особисті
- Футболіст року в Парагваї 2006, 2009
- Найкращий бомбардир Чемпіонату Португалії: 2009/10, 2011/2012
- Найкращий бомбардир Кубка Португалії: 2007/08, 2010/11, 2012/13
- Найкращий бомбардир Ліги Європи УЄФА: 2009/10 (разом з Клаудіо Пісарро)